# Раз, два, три... замри!
«Раз, два, три… замри!» (фр. Un, deux, trois, soleil) — фильм режиссёра Бертрана Блие, снятый в 1993 году.

## Сюжет
Раз, два, три… замри! — это грустная комедия-фарс о взрослеющей девушке из французской провинции. Бедность, насилие и бандитизм, пьянство отца и сумасшествие матери перемешиваются с фантазиями, желаниями и надеждами юной героини, превращаясь в фантасмагорию.
Образ Викторины в фильме где-то между школьницей, мужественно противостоящей жесткой реальности взрослой жизни и пытающейся привнести в неё гармонию и уют, распущенной нимфеткой и маленькой, но зрелой женщиной.

## В ролях
- Анук Гринбер — Викторина
- Оливье Мартинес — малыш Поль
- Марчелло Мастроянни — Константин Ласпада, отец
- Мириам Буайе — Даниэла Ласпада, мать
- Жан-Пьер Марьель — одинокий мужчина

## Награды и номинации

### Награды
- 1994 — Премия «Сезар»
  - Лучшая музыка к фильму— Чеб Халед
  - Самый многообещающий актёр — Оливье Мартинес
- 1993 — Венецианский кинофестиваль
  - Лучшая музыка к фильму— Чеб Халед
  - Гран-при Европейской Академии — Бертран Блие
  - Кубок Вольпи за лучшую мужскую роль второго плана — Марчелло Мастроянни
- 1993 — Стокгольмский кинофестиваль
  - «Бронзовый конь» за лучший фильм

### Номинации
- 1994 — Премия «Сезар»
  - Лучшая актриса — Анук Гринбер
  - Лучшая актриса второго плана — Мириам Буайе
  - Лучший режиссёр — Бертран Блие